# Born in the U.S.A.
Born in the U.S.A. je sedmé studiové album amerického zpěváka Bruce Springsteena. Jeho nahrávání probíhalo od ledna 1982 do března 1984 v Avatar Studios a The Hit Factory v New Yorku. Album pak vyšlo v červnu 1984 u vydavatelství Columbia Records. Jeho producenty byli Bruce Springsteen, Jon Landau, Chuck Plotkin a Steve Van Zandt. Album získalo mnoho ocenění, včetně ceny Grammy

## Seznam skladeb
Autorem všech skladeb je Bruce Springsteen.
| Pořadí         | Název                  | Délka |
| -------------- | ---------------------- | ----- |
| 1.             | Born in the U.S.A.     | 4:39  |
| 2.             | Cover Me               | 3:27  |
| 3.             | Darlington County      | 4:48  |
| 4.             | Working on the Highway | 3:11  |
| 5.             | Downbound Train        | 3:35  |
| 6.             | I'm on Fire            | 2:37  |
| 7.             | No Surrender           | 4:00  |
| 8.             | Bobby Jean             | 3:46  |
| 9.             | I'm Goin' Down         | 3:29  |
| 10.            | Glory Days             | 4:15  |
| 11.            | Dancing in the Dark    | 4:00  |
| 12.            | My Hometown            | 4:34  |
| Celková délka: | Celková délka:         | 46:57 |

## Obsazení
The E Street Band
- Bruce Springsteen – zpěv, elektrická kytara, akustická kytara
- Roy Bittan – klavír, syntezátory
- Clarence Clemons – saxofon, perkuse
- Danny Federici – varhany, zvonkohra, klavír
- Garry Tallent – baskytara
- Steven Van Zandt – akustická kytara, mandolína, doprovodný zpěv
- Max Weinberg – bicí

Ostatní
- Richie „La Bamba“ Rosenberg – doprovodný zpěv
- Ruth Davis – doprovodný zpěv